# Ruíz
Ruíz är en kommun i Mexiko.   Den ligger i delstaten Nayarit, i den centrala delen av landet, 700 km väster om huvudstaden Mexico City.
Följande samhällen finns i Ruíz:
- Estación Ruiz
- La Jarretadera
- Presidio de los Reyes
- San Lorenzo
- El Zopilote
- Huicot
- La Bolita
- El Refugio